# 홀리데이 (2006년 영화)
"홀리데이"는 2006년 1월 19일에 개봉된 대한민국의 영화이다.

## 개요
지강헌 사건을 일으켰던 무장탈주의 범인 지강헌의 실화를 바탕으로 한 인질극 영화다. 당시 이들은 가벼운 절도 등의 혐의로 복역 중이었지만 언론에선 가정파괴를 일삼는 폭력 흉악범으로 묘사하기도 하였다. 이 영화의 여파로 살인적인 보호감호법에 대해 세간의 관심이 집중되었으며 이 영화를 제작하고 있던 2005년에야 이르러 정규형량보다 긴 보호감호법이 폐지되었다.

## 참고 사항

### 실제지강헌탈주극 사건과 다른 점
본래 실제로는 1988년 지강헌이 일으켰으나, 극중에는 지강헌의 이름이 지강혁으로 나옴으로써 오해를 부르기도 했다. 영화 장면들 중에서 연희동 앞까지 전 대통령의 동생 전경환 차량에 타 연희동 집앞까지 가는 장면이 묘사되었으나 실제 사건엔 그런 일이 없고, 단지 그당시 전경환의 판결 때문에 이들이 불만을 품고 무장하여 연희동을 습격할 것이라는 소문이 있었지만 범인들이 실제 연희동으로 이동하진 않았고 이때문에 경찰의 관심이 연희동으로 집중된 사이 이들은 5번의 인질 강도를 벌이고도 경찰은 단순 강도로만 인식하였으며 이들이 인질강도 기간 동안에 인질들에게 존댓말을 쓰고 신체적 위해를 가하지 않았고 함께 모여 술까지 마시는 등 인질들에게 호의적이었기 때문에 실제 인질들도 지강헌 의 마지막 인질극 이 Tv에 생중계됨으로써 그들이 일주일이 지난후 신고하였던 것으로 드러났다.

## 캐스팅
- 이성재 : 지강혁(지강헌) 역
- 최민수 : 김안석 역
- 장세진 : 김장경 역
- 이얼 : 황대철 역
- 문영동 : 권상호 역
- 김동현  : 이광팔 역
- 여현수 : 민수 역
- 이봉규 : 이덕만 역
- 조안 : 효주 역
- 오상훈 : 심복 역
- 설성민 : 주환 역
- 장선호 : 밀항 브로커 역
- 최지웅 : 철거 용역 대장 역
- 박성민 : 프락치 역
- 문형주 : 춘자 역
- 윤성원 : 춘자 남편 역
- 김영웅 : 정숙 남편 역
- 김현태 : 남자 아나운서 역
- 조원희 : 경호원 역
- 조상구 : 수사본부장 역 (우정출연)
- 양현영 : 여대생1 역
- 원종선: 뉴스 기자 역
- 박영로 (우정출연)